# Read My Mind
«Read My Mind» es una canción del grupo de rock de Las Vegas The Killers. Es la sexta canción dentro de su segundo álbum Sam's Town.

## Historia
La idea para componer Read My Mind nació en 2005. Y fue realizado con la colaboración del dúo británico Pet Shop Boys a quien Brandon Flowers tiene como principal referente por sus letras. De hecho en esa fecha el vocalista de The Killers participó en el documental realizado para el dúo llamado "A Life In Pop" haciendo referencia junto a otros destacados como Robbie Williams y Keane, en su influencia en la música de los últimos tiempos.
Esta canción fue usada como banda sonora de Warner Channel para la serie televisiva ER.

## Crítica
En una entrevista en una cadena de radio de Chicago Q101, Brandon Flowers dijo que Read My Mind es la mejor canción que ha compuesto el grupo [cita requerida]. La revista Rolling Stone la clasificó en el puesto número 12 entre las 100 mejores canciones del 2006, incluso cuando el disco del que forma parte había recibido malas críticas por la misma revista.

## Videoclip
El videoclip de la canción fue grabado en Tokio en enero del 2007 [cita requerida] antes que el grupo prosiguiera su gira hacia Australia y Nueva Zelanda. La directora del videoclip fue Diane Martel.

## Posicionamiento
| Listas (2007)                     | Posición más alta |
| --------------------------------- | ----------------- |
| UK Singles Chart                  | 15                |
| U.S Billboard Hot 100             | 62                |
| U.S Modern Rock Tracks            | 8                 |
| U.S Hot Dance Club Play           | 1                 |
| Lista de singles en Italia        | 32                |
| Lista de singles en Lituania      | 17                |
| Lista de singles en Nueva Zelanda | 20                |